# 卡特韦克

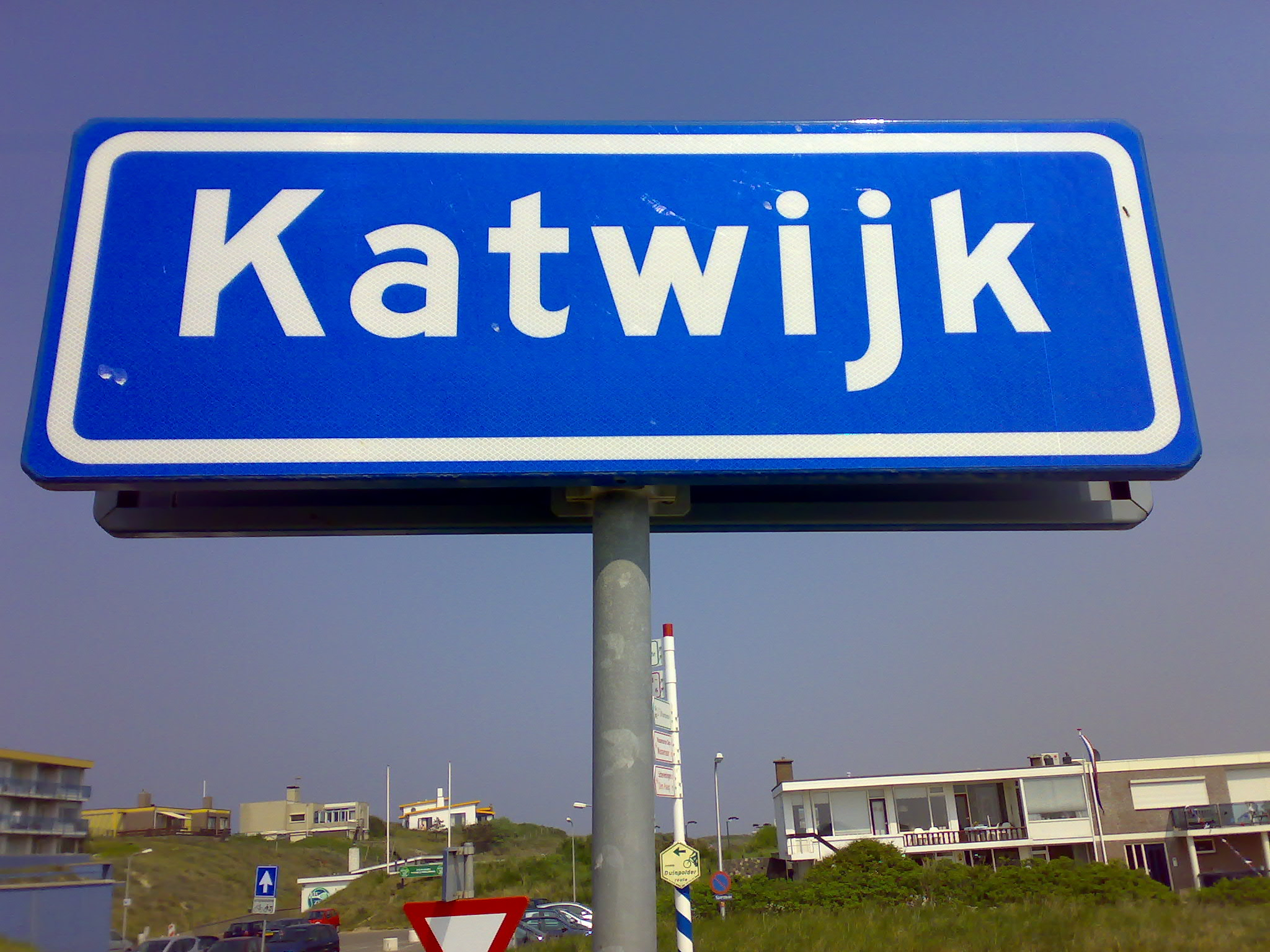

卡特韦克（荷蘭語：Katwijk，荷蘭語發音：[ˈkɑtʋɛik] ⓘ）是荷兰南荷兰省的一个滨海市鎮，人口61,292。2006年1月1日，市镇莱茵斯堡（Rijnsburg）和法尔肯堡（Valkenburg）併入卡特韦克。